# Tadeusz Knopp

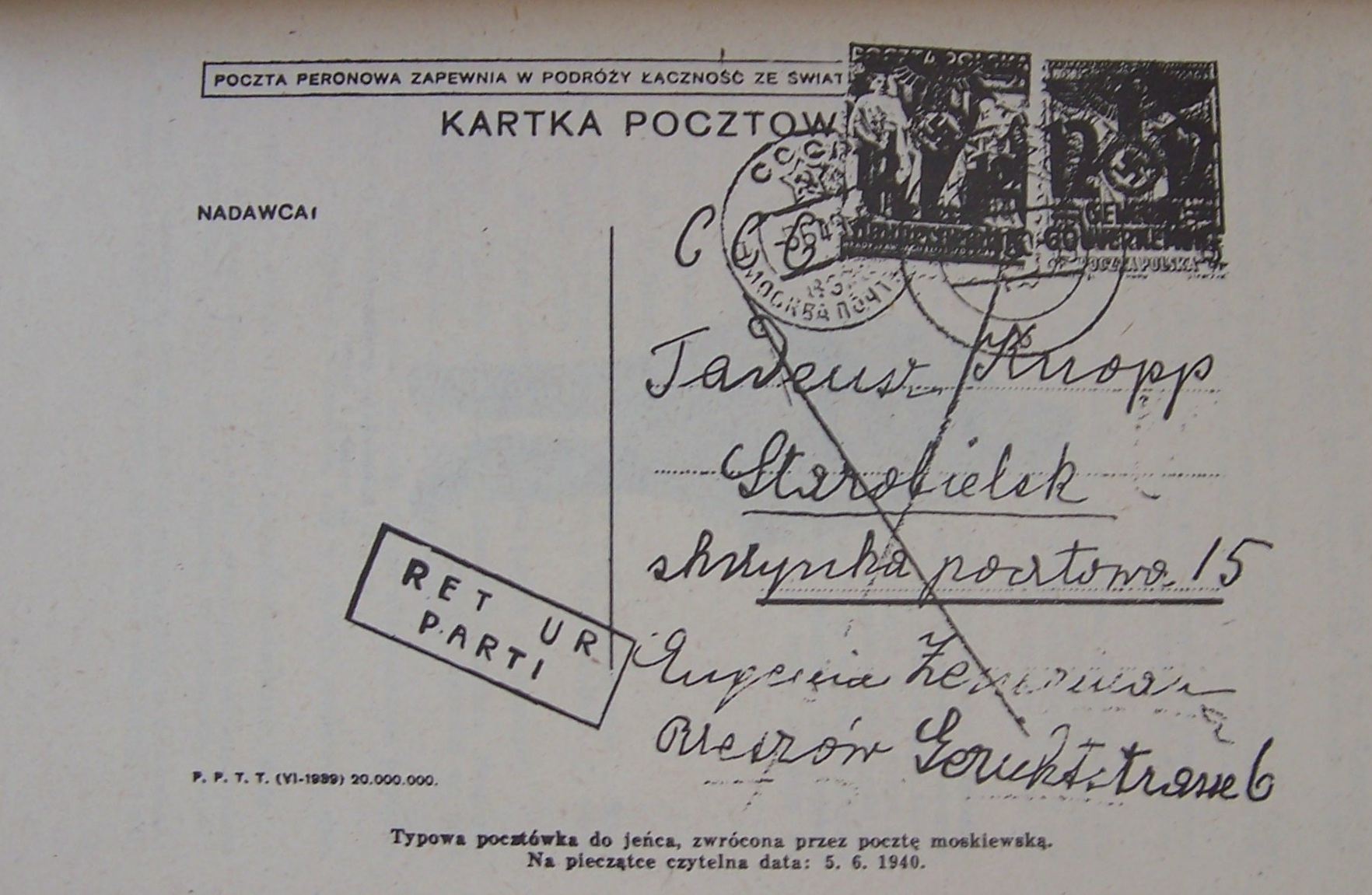
Pocztówka nadana do Tadeusza Knoppa przebywającego w obozie w Starobielsku. Zwrócona 5 czerwca 1940.

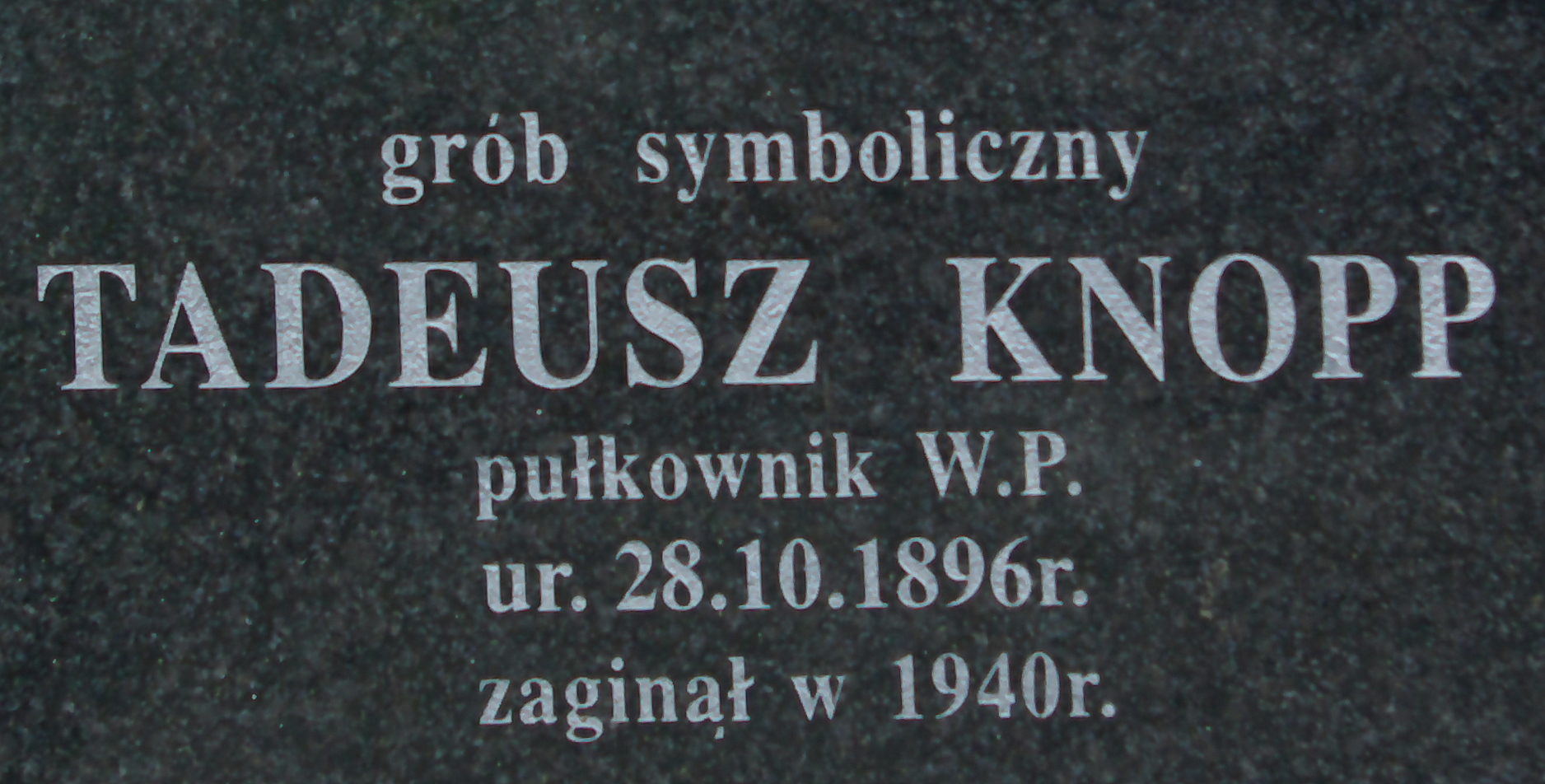
Symboliczne upamiętnienie Tadeusza Knoppa na grobowcu rodzinnym w Sanoku.

Tadeusz Euzebiusz Knopp (ur. 14 sierpnia 1894 w Narajowie, zm. wiosną 1940 w Charkowie) – podpułkownik piechoty Wojska Polskiego, ofiara zbrodni katyńskiej.

## Życiorys
Tadeusz Euzebiusz Knopp urodził się 14 sierpnia 1894  w Narajowie . Był synem Stanisława i Bronisławy z Dębskich. Miał brata Romana (1903–1981), sędziego.
Od listopada 1912 należał do Związku Strzeleckiego w Brzeżanach. W 1913 złożył maturę w tamtejszym c. k. Gimnazjum Wyższym, po czym rozpoczął studia na Wydziale Prawa Uniwersytetu Franciszkańskiego we Lwowie, równolegle nadal działając w Związku Strzeleckim w jego ramach został absolwentem kursu podoficerskiego w 1914. Po wybuchu I wojny światowej udał się do Krakowa i 6 sierpnia 1914 wstąpił do Legionów Polskich. W stopniu kaprala został skierowany do I batalionu 1 pułku piechoty w składzie I Brygady. 22 października 1914 odniósł rany podczas bitwy pod Laskami. Przeszedł rekonwalescencję w szpitalu w Cieszynie, po czym wrócił do macierzystego batalionu, Od 1 lutego 1915 był zastępcą dowódcy plutonu oraz dowódca plutonu w oddziale karabinów maszynowych w 5 pułku piechoty, również w składzie I Brygady. Został awansowany do stopnia sierżanta. Po tym, jak 20 września 1917 został utworzony Polski Korpus Posiłkowy, od stycznia do kwietnia 1917 odbył i ukończył szkołę oficerską 5 pułku piechoty w Ostrowi Mazowieckiej. Po kryzysie przysięgowym został wcielony do c. i k. armii i przydzielony do 124 pułku piechoty. krótkotrwale przebywał w grupie wyszkolenia w Karyntii, po czym 1 grudnia 1917 został skierowany na kurs szkoły oficerów rezerwy, który ukończył w marcu 1918, po czym został odkomenderowany na front włoski. Tam 1 kwietnia 1918 został awansowany do stopnia chorążego. 1 lipca 1918 został ranny pod Campo Mulo. Następnie przebywał na leczeniu w Linzu i w Sanoku.
U schyłku wojny 1 listopada 1918 wstąpił do Wojska Polskiego. Został przydzielony do III kompanii Batalionu Strzelców Sanockich. Od 15 listopada 1918 brał udział w wojnie polsko-ukraińskiej jako dowódca plutonu, a następnie dowódca kompanii karabinów maszynowych. 20 maja 1919 został awansowany do stopnia oficerskiego podporucznika piechoty. Jednocześnie został przydzielony z III batalionem strzelców do 2 Pułku Strzelców Podhalańskich, stacjonującego w Sanoku. Podczas ofensywy czortkowskiej został ranny 1 lipca 1919 pod Czortkowem. Po rekonwalescencji został odkomenderowany do batalionu zapasowego 2 psp. Od maja 1920 brał udział w wojnie polsko-bolszewickiej. Walczył na froncie ukraińskim, 2 sierpnia 1920 został ranny pod Brześciem. Kilka dni później, 8 sierpnia został awansowany do stopnia porucznika.
Tuż po zakończeniu wojny, 27 października 1920 został awansowany do stopnia kapitana ze starszeństwem z dniem 1 czerwca 1919. Odbył leczenie i ponownie został skierowany do batalionu zapasowego 2 psp i w tej jednostce służył nadal, zostając dowódcą kompanii. W 1923 był szefem szkoły podoficerskiej Dowództwa Okręgu Korpusu nr X w Przemyślu. 18 lutego 1928 został mianowany majorem ze starszeństwem z 1 stycznia 1928 i 60. lokatą w korpusie oficerów piechoty. W kwietniu tego roku został wyznaczony na stanowisko dowódcy I batalionu w macierzystym pułku, ale już w lipcu 1928 został przeniesiony do kadry oficerów piechoty z równoczesnym przeniesieniem służbowym do Centralnej Szkoły Strzelniczej w Toruniu na stanowisko kwatermistrza. W kwietniu 1930 został przeniesiony do 26 pułku piechoty w Gródku Jagiellońskim na stanowisko kwatermistrza. W październiku 1931 został przesunięty na stanowisko dowódcy batalionu. Na stopień podpułkownika został mianowany ze starszeństwem z 19 marca 1937 i 25. lokatą w korpusie oficerów piechoty. W kwietniu 1938 został przeniesiony do 64 Pułku Piechoty w Grudziądzu na stanowisko I zastępcy dowódcy pułku.
W obliczu zagrożenia konfliktem zbrojnym w sierpniu 1939 został mianowany dowódcą Ośrodka Zapasowego 16 Pomorskiej Dywizji Piechoty, po czym trafił z jednostką do Radomia. Po wybuchu II wojny światowej na początku kampanii wrześniowej, z rozkazu ppłk. dypl. Bronisława Kowalczewskiego 3 września 1939 dokonał sformowania improwizowanego pułku zbiorczego w Ośrodku Zapasowym 16 Dywizji Piechoty, stanowiącym siłę ok. 2400 ludzi i został jego dowódcą w ramach Grupy „Kielce” płk. Kazimierza Glabisza. Pułk został przewieziony transportem kolejowym do Skarżyska-Kamiennej i obsadził stanowiska w okolicach Zagnańskiem i Kajetanowem. Tadeusz Knopp wykazał się męstwem podczas walk z Niemcami w rejonie Lekomina, kopalni Barcza i Kajetanowa, gdzie 6 września 1939 jego pułk został rozbity w walkach z niemiecką 2 Dywizją Lekką. Dwa dni później, 8 września podpułkownik Knopp wraz z pozostałościami pułku dokonał przeprawy przez Wisłę usiłując scalić się z siłami Ośrodka Zapasowego 16 Dywizji Piechoty, które wcześniej nie zostały włączone w skład improwizowanego pułku.
Po agresji ZSRR na Polskę z 17 września 1940. Tadeusz Knopp został aresztowany przez Sowietów na terenie Polesia. Był przetrzymywany w obozie w Starobielsku. Na wiosnę 1940 jeńcy starobielscy zostali przewiezieni do Charkowa i tam zamordowani w ramach zbrodni katyńskiej przez funkcjonariuszy Obwodowego Zarządu NKWD w Charkowie oraz pracowników NKWD. Korespondencja w formie kartki pocztowej nadesłana do Tadeusza Knoppa w 1940 na adres w Starobielsku, została zwrócona do nadawcy przez pocztę moskiewską 5 czerwca 1940. Tadeusz Knopp nie został wymieniony w Księgach Cmentarnych ofiar zbrodni katyńskiej zarówno w Charkowie, jak też w Katyniu, Kalininie i na tzw. Ukraińskiej Liście Katyńskiej, które opublikowała Rada Ochrony Pamięci Walk i Męczeństwa. Publikacja pt. Żołnierze Września. Polegli i pomordowani na Wschodzie autorstwa Andrzeja Wesołowskiego, wydana przez Centralne Archiwum Wojskowe w 2010, wymieniła Tadeusza Knoppa wśród oficerów zamordowanych w sowieckiej Rosji podczas II wojny światowej. Zamordowani w Charkowie polscy jeńcy zostali pogrzebani w Piatichatkach, gdzie od 17 czerwca 2000 mieści się oficjalnie Cmentarz Ofiar Totalitaryzmu w Charkowie. Po latach został symbolicznie upamiętniony inskrypcją na grobowcu rodzinnym swojego brata Romana na Cmentarzu Centralnym w Sanoku.
26 kwietnia 1924 w Sanoku poślubił Joannę Stanisławę Zennermann (ur. 1904), rodem z Wadowic. 

## Ordery i odznaczenia
- Krzyż Niepodległości (16 września 1931)[32][33]
- Krzyż Walecznych (czterokrotnie)
- Złoty Krzyż Zasługi (10 listopada 1928)[34]